# 秋元千賀子
秋元 千賀子（あきもと ちかこ、1949年12月17日 - ）は、日本の女性声優。北海道出身。Ritrovo所属。

## 来歴
テレビタレントセンター卒業。
以前は黒沢良事務所、同人舎プロダクション、オフィス薫に所属していた。
2023年に第17回声優アワードの功労賞を受賞。

## 人物
声種はアルト（格調高く気品のある声）。
趣味・特技は日本舞踊（水木流）、茶道（裏千家）、旅行、水泳。

## 出演

### テレビアニメ
1971年
- サザエさん（花沢花子）

1974年
- ゼロテスター 地球を守れ!（荒石ゴーの母）

1977年
- 一発貫太くん（戸馳一郎）
- 超合体魔術ロボ ギンガイザー（母）
- ドカベン（女中）

1978年
- 宝島
- 魔女っ子チックル (岩田トラ子)

1979年
- 新・巨人の星II
- ベルサイユのばら（1979年 - 1980年）

1980年
- 無敵ロボ トライダーG7（竹尾加代〈2代目〉、恵子）

1981年
- おはよう!スパンク

1982年
- 南の虹のルーシー（ジェーン・マック）
- 野生のさけび

1986年
- ロボタン（雨森寛子）

1991年
- トラップ一家物語（ロッテ）
- わたしとわたし ふたりのロッテ（ワイゲンターラー）

1992年
- クッキングパパ（初子、伊藤校長）
- フランダースの犬 ぼくのパトラッシュ（主婦、ヴェルシュ）

1994年
- ツヨシしっかりしなさい（校長）
- ファージングウッドのなかまたち（フクロウ女史）

1996年
- スレイヤーズNEXT（アクアばあちゃん）

1997年
- 名探偵コナン（1997年 - 2011年、児島郁子、香保里の母、美和子の母、犬伏考子）

1998年
- MASTERキートン（新庄のおばさん、女性）

1999年
- 週刊ストーリーランド（ナレーション）
- ∀ガンダム（ジェシカ）

2001年
- 逮捕しちゃうぞ SECOND SEASON（岸田）
- ちっちゃな雪使いシュガー（レジーナ）

2002年
- OVERMANキングゲイナー（店員）
- 超重神グラヴィオン（おばちゃん）
- ぴたテン（婦長）

2011年
- よんでますよ、アザゼルさん。（ゼルエル母）

### OVA
- ダーティペア（1987年、マダム・バー）
- 超時空世紀オーガス02（1993年、シル）
- 機動戦士ガンダム THE ORIGIN（2015年 - 2016年、高等弁務官）

### 劇場アニメ
- 機動戦士ガンダムII 哀・戦士編 特別版（2000年、コーリン育児官）
- 劇場版∀ガンダムI 地球光（2002年、ジェシカ）
- 劇場版∀ガンダムII 月光蝶（2002年、ジェシカ）
- 東のエデン 劇場版II Paradise Lost（2010年、飯沼千草）

### ドラマCD
- 新世紀GPXサイバーフォーミュラ PICTURELAND 3 ファースト・ラブ、ネバー・ラブ（グーデリアンの母）

### 吹き替え

#### 洋画
- アイランド ※テレビ朝日版
- カーツーム ※NETテレビ版
- ギルバート・グレイプ（ボニー・グレイプ〈ダーレン・ケイツ〉）
- キンキーブーツ
- 偶然の恋人（ドナ〈キャロライン・アーロン〉）
- ゴースト/ニューヨークの幻（ローザ・サンティアゴ〈アンジェリカ・エストラーダ〉）※ソフト版
- 氷の接吻
- ゴールデン・チャイルド ※テレビ朝日版
- サルバドル/遥かなる日々（キャシー・ムーア〈シンシア・ギブ〉）※フジテレビ版
- シザーハンズ（ティンカー〈スーザン・ブロンマート〉）※ソフト版
- シティ・オブ・ジョイ
- シャーロック・ホームズの素敵な挑戦（マダム〈レジーヌ〉）
- ジュマンジ（マーサ・シェパード、トーマス夫人〈ジリアン・バーバー〉）※VHS・旧盤DVD版
- 新シャーロック・ホームズ おかしな弟の大冒険
- スウィーニー・トッド（ラヴェット夫人〈ジョアンナ・ラムレイ〉）
- ゼイリブ
- セクレタリアト/奇跡のサラブレッド（ミス・エリザベス・ハム〈マーゴ・マーティンデイル〉）
- タイタンの戦い（グライアイの魔女）
- ダーティハリー5
- 月の輝く夜に（ナンシー）※JAL機内上映版
- トワイライトゾーン/超次元の体験
- 摩天楼はバラ色に（ジーン〈キャロル・アン・スージー〉）※フジテレビ版（思い出の復刻版BD収録）
- ハード・ターゲット ※フジテレビ版
- バトルランナー（アグネス・マッカードル夫人〈ドナ・ハーディ〉） ※フジテレビ版（BD収録）
- ハワード・ザ・ダック/暗黒魔王の陰謀 ※TBS版
- 星の王子 ニューヨークへ行く ※ソフト版
- ホーム・アローン（レスリー・マカリスター〈テリー・スネル〉）※ソフト版
- ホーム・アローン2（レスリー・マカリスター〈テリー・スネル〉）※フジテレビ版
- マレーナ
- ミシシッピー・バーニング ※ソフト版
- めぐり逢えたら（バーバラ・リード〈ルクランシェ・デュラン〉）※フジテレビ版
- 猛獣大脱走
- ラットレース（リス売り〈キャシー・ベイツ〉）
- レナードの朝（ローズ）※ソフト版
- レプリカント（ミセス・ライリー〈パム・ハイアット〉）※ソフト版
- ローズ家の戦争（スーザン〈マリアンネ・ゼーゲブレヒト〉）※テレビ版
- ワーキング・ガール ※ソフト版
- ワンス・アポン・ア・タイム・イン・アメリカ（ペギー〈エイミー・ライダー〉）※ビデオ版

#### 海外ドラマ
- ER緊急救命室
  - シーズン3 #1（ケラー〈カレン・ヘンセル〉）
  - シーズン4 #6（マーシュ）
  - シーズン15 #7（バーサ・メンデンホール〈ダイアナ・ダグラス〉）
- イヴのすべて（ソン・ジョンスク〈パク・ウォンスク〉）
- コールドケース6
- シンデレラマン（カン会長）
- フルハウス（ミンディ）

#### 海外アニメ
- バットマン
- 101匹わんちゃん (TVシリーズ)（ナニー）